# Anne-Marie Pol
Anne-Marie Pol (født 31. oktober 1958) er en fransk forfatter, der står bag den franske bogserie "Dans". Der er i alt udgivet 6 bøger i serien. Den er oversat med hjælp af Københavns Ballet Akademi. Hendes tema er ballet og dans. Hun har selv haft en drøm engang om at danse ballet, men kunne ikke pga. hendes knæ, som er skadet. Hun har selv prøvet at undervise i ballet på et tidspunkt.
Bøger i serien Dans:
1. Nina -En sjterne på vej
2. Jeg bestemmer selv!
3. Ballade bag scenen
4. Nina møder Mo
5. Alene mod alle de andre
6. Nina går til filmen